# Mihály Vörösmarty

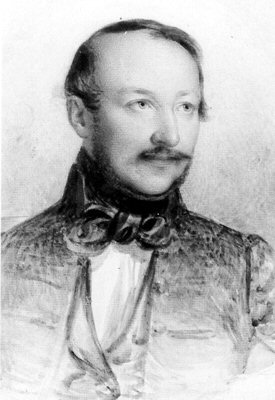
Mihály Vörösmarty

Mihály Vörösmarty [ˈmihaːj ˈvørøʃmɒrti] (ur. 1 grudnia 1800 w Pusztanyék, zm. 19 listopada 1855 w Peszcie) – węgierski poeta, pisarz i tłumacz.

## Życiorys
Mihály Vörösmarty urodził się w szlacheckiej, katolickiej rodzinie, jego ojciec był zarządcą u Nádasdych. Mihály uzyskał staranne wychowanie u cystersów w Székesfehérvárze i u pijarów w Peszcie. Śmierć ojca w 1817 spowodowała ruinę materialną rodziny i skrajną biedę. Vörösmarty zdołał jednak dzięki pracy jako guwerner u Perczelich opłacić swe akademickie wykształcenie w Peszcie.
Niespełniona miłość do Etelki Perczel sprawiła, że Vörösmarty bez pamięci oddał swój poetycki talent w służbę patriotyzmu. Z tego czasu pochodzi Szózat („Wezwanie”, 1826), które stało się węgierską pieśnią narodową, dramat Salomon i epos Zalán futása („Ucieczka Zalana”, 1824) który stanowi granicę pomiędzy literaturą oświecenia i romantyzmu na Węgrzech. To za jej sprawą Vörösmarty został uznany przez Karola Kisfaludyego i innych romantyków za jednego z czołowych przedstawicieli tego prądu. Mimo tego z publikowanych utworów mógł sobie pozwolić tylko na bardzo skromne życie.

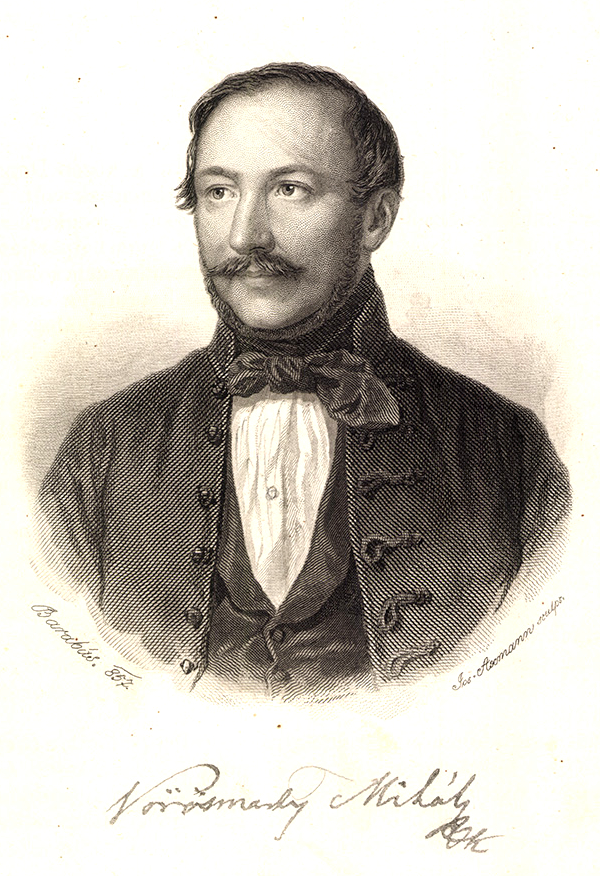
Mihály Vörösmarty

W okresie od 1823 do 1831 napisał 4 dramaty i 8 małych powieści, między innymi Cserhalom (1825) i A két szomszédvár („Sąsiednie zamki”, 1831).
Po założeniu Węgierskiej Akademii Nauk Vörösmarty został w 1830 powołany na członka jej oddziału filologicznego, a następnie, po Karolu Kisfaludym, na jej dyrektora z roczną pensją w wysokości 500 forintów.
Był jednym z założycieli Towarzystwa Kisfaludyego oraz czasopism „Athenäum” i „Figyelmező”. Pierwsze z nich stało się najważniejszym czasopismem beletrystycznym, drugie zaś wiodącym czasopismem krytyk literackich.
Od 1830 do 1843 poświęcił się głównie dramatowi, tworząc m.in. Vérnász („Krwawe wesele”, 1833), ale pisał też patriotyczne wiersze, m.in. Az elhagyott anya („Opuszczona matka”, 1837) i Az uri hölgyhöz („Dla szlachetnej damy”, 1841). Po zawarciu w 1843 małżeństwa z Laurą Csajághy napisał cykl wierszy erotycznych.
Od 1848 tłumaczył wraz z Jánosem Aranyem i Sándorem Petőfim dzieła Shakespeare’a. Jego dziełem jest przekład dramatów Juliusz Cezar i Król Lear.
Podczas rewolucji na Węgrzech w 1848 Vörösmarty był zastępcą Jankovicia w parlamencie, a w 1849 został sędzią Sądu Najwyższego. Narodowa katastrofa – klęska rewolucji marcowej lat 1848–1849 – dotknęła go boleśnie i zmusiła do krótkiej emigracji. Po powrocie 1850 na Węgry był przepełniony głęboką melancholią. Ostatni wielki wiersz – A vén cigány („Stary cygan”) napisał w 1854.
Vörösmarty zmarł w 1855 w Peszcie, w tym samym domu, w którym 20 lat wcześniej zmarł Károly Kisfaludy. Pogrzeb Vörösmartyego odbył się 21 listopada 1855 i był ogłoszony dniem żałoby narodowej. Dziś jego imieniem nazwany jest jeden z głównych placów w centrum Budapesztu i stacja metra pod nim.

## Galeria pomników Vörösmartyego

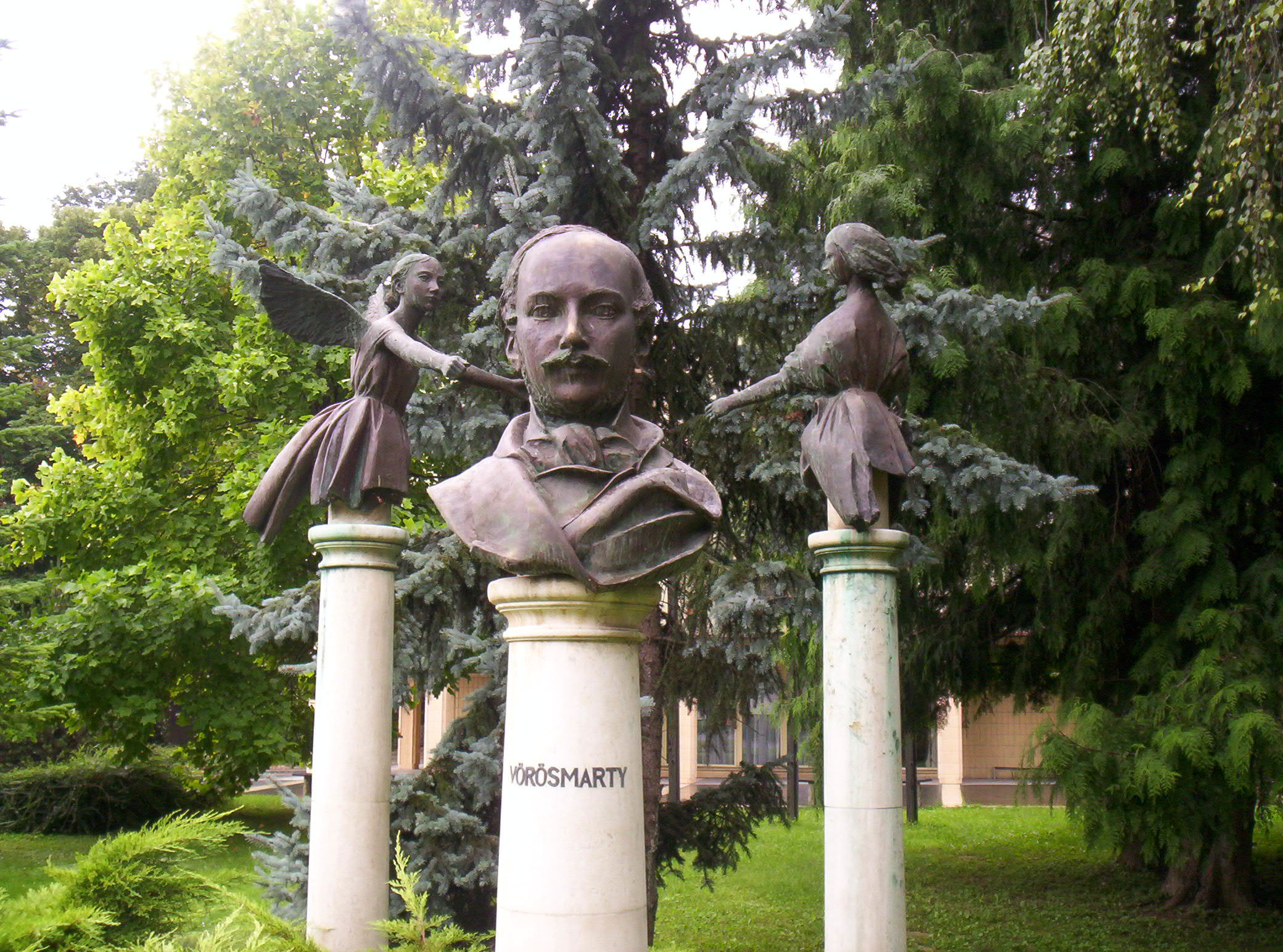
Mihály Vörösmarty – popiersie
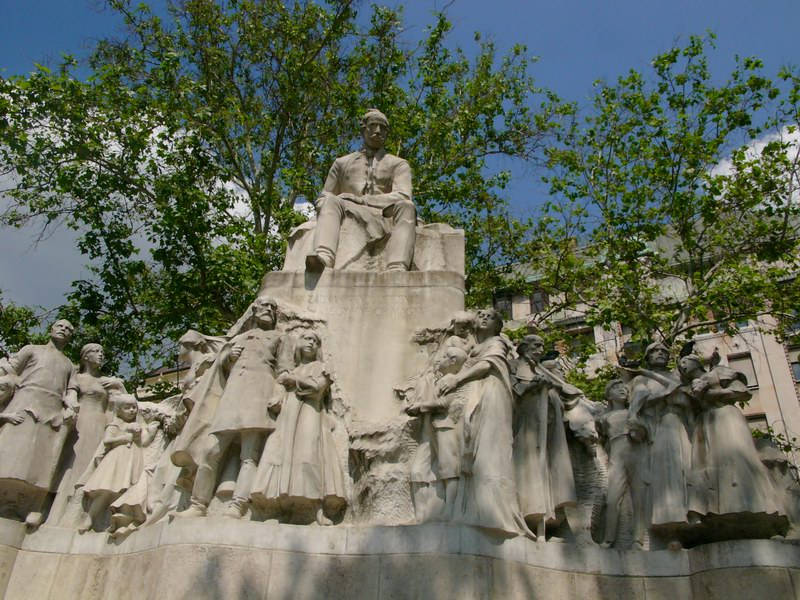
Pomnik Vörösmartyego na placu jego imienia w Budapeszcie